# 아실

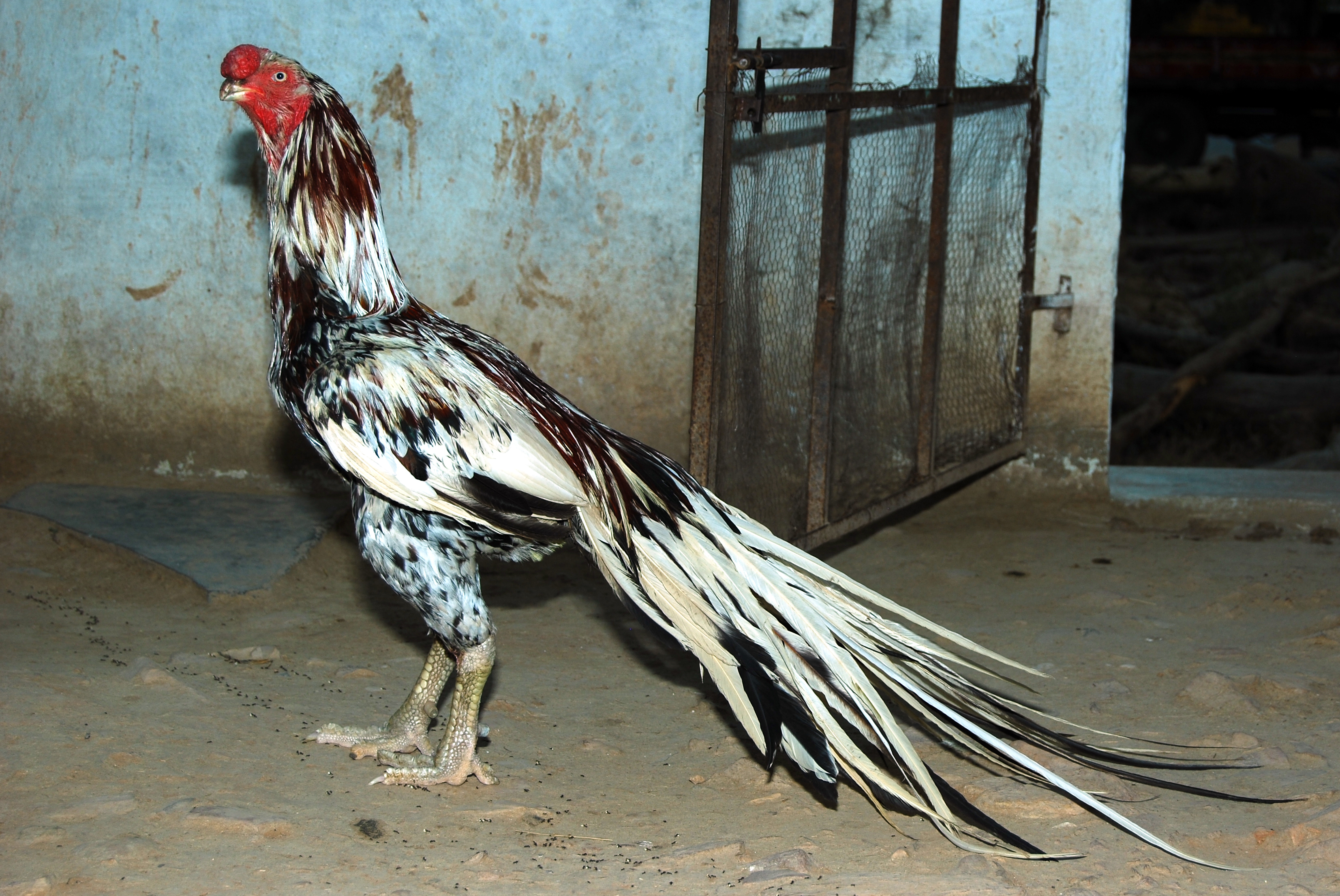
아실

아실(영어: Asil)은 닭싸움 용도로 개량된 인도산 닭 품종으로, 인도의 타밀나두주·안드라프라데시주·차티스가르주·오디샤주를 비롯한 인도 아대륙 각처에서 사육하고 있다.